# Placa de Hartog

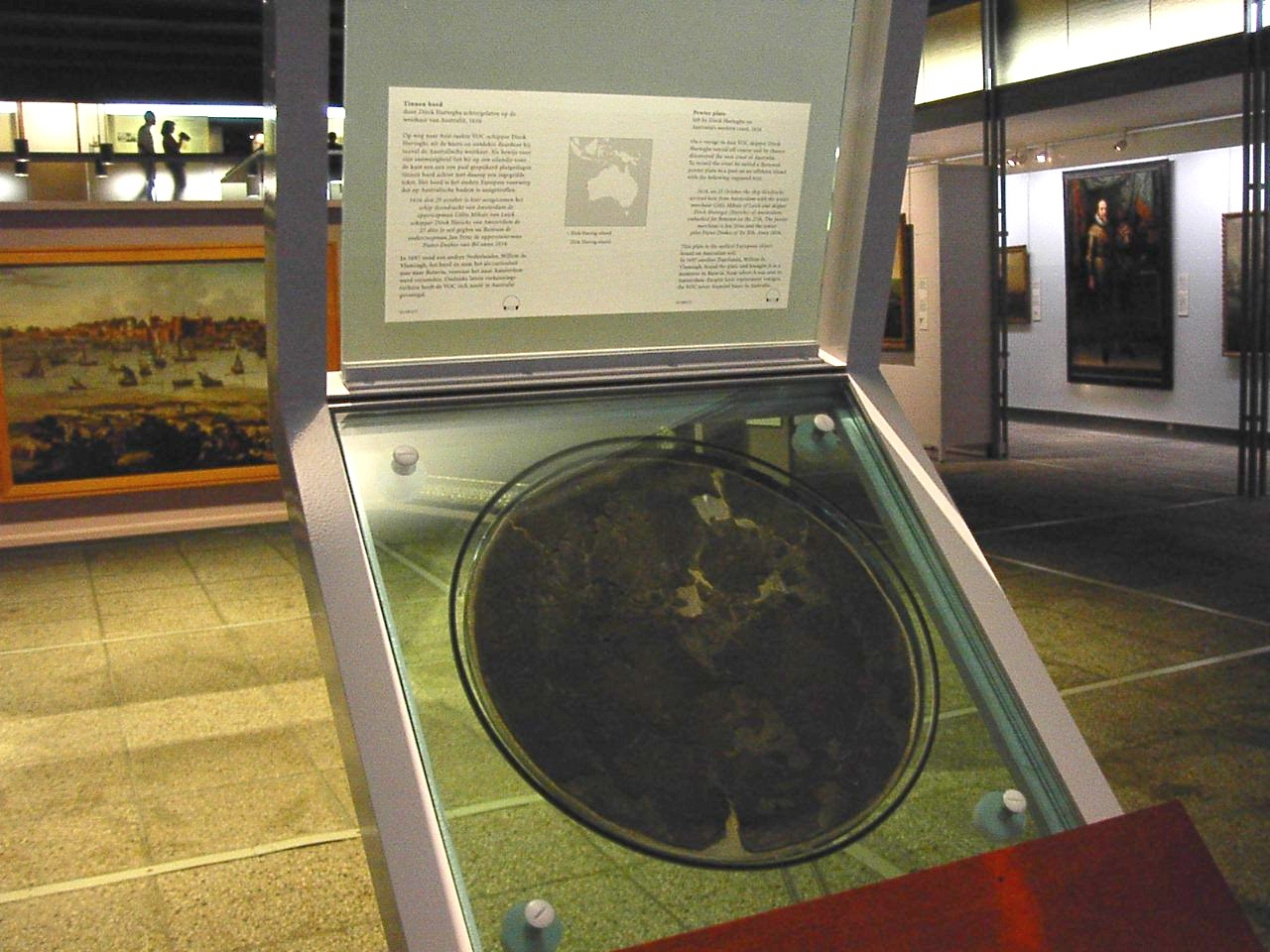
Placa original al Rijksmuseum.

Mapa de la badia dels Taurons que mostra l'illa Dirk Hartog i Cape Inscription.

Amb el nom de placa Hartog o placa de Dirk Hartog es coneixen les dues plaques d'estany, encara que principalment la primera, que es van deixar a l'illa Dirk Hartog durant el període d'exploració europea de la costa occidental d'Austràlia abans de l'assentament europeu. La placa original, deixada el 1616 per l'explorador neerlandès Dirk Hartog, és l'artefacte més antic conegut de l'exploració europea a Austràlia que ha arribat fina avui dia. La segona placa es tracta d'un reemplaçament de l'original, copiant-ne el text i afegint-ne un de nou, es va deixar el 1697. La placa original va tornar als Països Baixos, on es troba exposada al Rijksmuseum d'Amsterdam. Més addicions al lloc de la placa, el 1801 i el 1818, van fer que la ubicació fos anomenada Cape Inscription.

## Dick Hartog, 1616
Dirk Hartog fou el primer europeu que topa amb la costa occidental d'Austràlia, arribant-hi amb el vaixell Eendracht, i que en comptes de naufragar-hi, la recorre durant un temps aquesta terra sense trobar-hi res d'interessant abans de continuar cap a Batavia. El 25 d'octubre de 1616, va desembarcar a l'actual Cape Inscription, a l'extrem nord de l'illa que porta el seu nom, a la badia dels Taurons. Abans de marxar, Hartog va deixar-hi damunt un suport de fusta al cim del penya-segat el primer objecte i el primer escrit europeu que es coneix a Austràlia: un plat de peltre amb una inscripció que testimonia el seu pas per aquesta terra.
La placa porta la següent inscripció:
« 1616, DEN 25 OCTOBER IS HIER AENGECOMEN HET SCHIP D EENDRACHT VAN AMSTERDAM, DEN OPPERKOPMAN GILLIS MIBAIS VAN LVICK SCHIPPER DIRCK HATICHS VAN AMSTERDAM DE 27 DITO TE SEIL GEGHM (sic) NA BANTAM DEN ONDERCOOPMAN JAN STINS OPPERSTVIERMAN PIETER DOEKES VAN BIL Ao 1616.. »
En català :
« El 25 d'octubre de 1616 va arribar aquí el vaixell Eendracht d'Amsterdam. Cap mercader Gilles Miebais de Lieja; el patró Dirck Hatichs (Dirk Hartog) d'Amsterdam. El dia 27 marxem cap a Bantum. El comerciant Jan Stins; Cap timoner Pieter Doores de Brielle. Any 1616. »

## Willem de Vlamingh, 1697
Vuitanta-un anys més tard, el 1697, el capità neerlandès Willem de Vlamingh també va arribar a la mateixa illa i va descobrir el plat de peltre deixat per Hartog amb el pal gairebé podrit. El va treure i el va substituir per una altra placa que estava enganxada a un nou pal. El nou pal estava fet d'un tronc de pi xiprer pres de l'illa Rottnest. El plat original va ser retornat als Països Baixos, on encara es pot veure al Rijksmuseum d'Amsterdam. El plat de substitució de De Vlamingh conté tot el text de la placa original de Hartog, així com una llista de la tripulació sènior del seu propi viatge. El text afegit és:
« 1697. Den 4den Februaij is hier aengecomen het schip de GEELVINK voor Amsterdam, den Comander ent schipper, Willem de Vlamingh van Vlielandt, Adsistent Joannes van Bremen, van Coppenhagen; Opperstvierman Michil Bloem vant 
Sticgt, van Bremen De Hoecker de NYPTANGH, schipper Gerrit Colaart van Amsterdam; Adsistent Theodorus Heirmans van dito Opperstierman Gerrit Gerritsen van Bremen, 't Galjoot t' WESELTJE, Gezaghebber Cornelis de Vlamingh van Vlielandt; Stvierman Coert Gerritsen van Bremen, en van hier gezeilt met onse vlot den voorts net Zvydtland verder te ondersoecken en gedestineert voor Batavia. »
En català :
« El 4 de febrer de 1697 arribà aquí el vaixell GEELVINCK, d'Amsterdam; el comandant Wilhelm de Vlamingh, de Vlielandt; ajudant, Jan van Bremen, de Copenhaguen; primer pilot, van Michiel Bloem Estight, de Bremen. La prostituta, la NYPTANGH, el capità Gerrit Collaert, de Amsterdam, ajudant Theodorus Heermans, del mateix lloc; primer pilot, Gerrit Gerritz, de Bremen; després el galiot WESELTJE, comandant Cornelis de Vlaming, de Vlielandt; El pilot Coert Gerritz, de Bremen. Va navegar des de aquí amb la nostra flota el dia 12, per explorar la Terra del Sud, i després amb destinació a Batavia. »

## Emmanuel Hamelin, 1801
El 1801, el capità francès del vaixell Naturaliste, Emmanuel Hamelin, segon al comandament d'una expedició dirigida per Nicolas Baudin comandant el Geographe, va entrar a la badia dels Taurons i va enviar un grup a terra. El grup va trobar el plat col·locat per de Vlamingh, tot i que estava mig enterrat a la sorra, ja que el pal s'havia podrit. Quan van portar la placa al vaixell, Hamelin va ordenar que la retornés, creient que la seva retirada equivaldria a un sacrilegi. També tenien una placa preparada i inscrita amb els detalls del seu viatge (que data del 16 de juliol de 1801), totes dues es van tornar a col·locar al lloc de la de Vlamingh, fins i tot afegint-hi una petita bandera dels països Baixos a la placa. Aleshores aquest lloc es va anomenar Cape Inscription.

## Louis de Freycinet, 1818
El 1818, a bord del vaixell Uranie, l'explorador francès Louis de Freycinet, que era oficial de la tripulació d'Emmanuel Hamelin el 1801, va trobar la placa i la va portar a França on la va mostrar a l'Acadèmia Francesa de París.
Després d'estar perduda durant més d'un segle, la placa de Vlamingh va ser redescoberta l'any 1940. En reconeixement de l'ajut australià en la defensa de França durant les dues guerres mundials, la placa va ser finalment retornada a Austràlia el 1947 i actualment es troba al Western Australian Museum de Fremantle, Austràlia Occidental.

## Plaques del far de Cape Inscription
El 12 de febrer de 1997, l'aleshores primer ministre d'Austràlia Occidental, Richard Court, va descobrir una placa de bronze al far per commemorar el tricentenari de la visita de De Vlamingh.
El far i les plaques tenen la següent localització: 25° 28′ 55″ S, 112° 58′ 19″ E / 25.48194°S,112.97194°E.